# 前束范式
在谓词演算中，如果一个公式可以被写为量词在前，被称为母体的无量词部分在后的形式，则称其为前束范式的，所有经典逻辑公式都逻辑等价于某个前束范式公式。
可以用公式在如下重写规则下的逻辑等价来证实：
{\displaystyle \forall x(P(x))\land Q\equiv \forall x(P(x)\land Q)}
{\displaystyle \forall x(P(x))\lor Q\equiv \forall x(P(x)\lor Q)}
{\displaystyle \exists x(P(x))\land Q\equiv \exists x(P(x)\land Q)}
{\displaystyle \exists x(P(x))\lor Q\equiv \exists x(P(x)\lor Q)}
進一步推論可得：(可透過改寫 {\displaystyle P\rightarrow Q} 為 {\displaystyle \lnot P\lor Q} 推論得出)
{\displaystyle \forall x(P(x)\rightarrow Q)\equiv \exists xP(x)\rightarrow Q}
{\displaystyle \forall x(P\rightarrow Q(x))\equiv P\rightarrow \forall xQ(x)}
它们的存在对偶：
{\displaystyle \exists x(P(x)\rightarrow Q)\equiv \forall xP(x)\rightarrow Q}
{\displaystyle \exists x(P\rightarrow Q(x))\equiv P\rightarrow \exists xQ(x)}
这里的 {\displaystyle x} 在 {\displaystyle Q} 中是非自由的，并注意通过这些规则的持续应用所有量词都可以移动到公式的前面。
某些证明演算只处理公式写为前束范式的理论。本概念為研究算数阶层和分析階層所必需。
前束范式是哥德尔证明他的哥德尔完备性定理的主要工具。